# Allan Simonsen
 Der er flere personer med dette navn, se Allan Simonsen (racerkører).
Allan Rodenkam Simonsen (født 15. december 1952) er en tidligere professionel fodboldspiller fra Danmark, der som den eneste mandlige skandinaviske spiller er blevet hædret som Europas bedste spiller. Det skete i 1977. Simonsens karriere som fodboldspiller strakte sig fra 1971-1989.

## Karriere

### Begyndelsen: Vejle Boldklub
Simonsen startede sin karriere hos Vejle FC, inden han fik mulighed for at skifte til den større klub Vejle Boldklub. Som 17-årig ynglingespiller deltog han for Vejle Boldklub i en stor international turnering i Düsseldorf, hvor han blev topscorer og kåret til turneringens bedste spiller. Til stede ved turneringen var blandt andre Hennes Weisweiler – cheftræner for den tyske storklub Borussia Mönchengladbach.
Allan Simonsen blev i 1971 seniorspiller som 19-årig, og indledte karrieren med at score i sin debutkamp for Vejle Boldklub. Allerede i sin første sæson hjalp han Vejle Boldklub til at vinde det danske mesterskab, og året efter debuterede han på A-landsholdet med to mål i en 5–2 sejr over Island. Samtidig blev han en nøglespiller på landsholdet ved den olympiske turnering i München samme år.
Succesen i Vejle Boldklub og på landsholdet gik ikke ubemærket hen, og på sin 20-års fødselsdag – efter at have hjulpet Vejle til endnu et nationalt mesterskab – hentede Hennes Weisweiler ham til Borussia Mönchengladbach, hvor han indledte sin professionelle karriere.

### Borussia Mönchengladbach
De første 18 måneder i Gladbach var ifølge Simonsen hårde på grund af cheftræner, Hennes Weisweilers, "diktatoriske" metoder. Efter seks måneder bad han om at blive solgt, men da Hamburger SV meldte sig som køber, afviste Weisweiler. I sommeren 1974 lykkedes det endelig Simonsen at blive fast mand på holdet i Gladbach.
Allan Simonsens gennembrud i sæsonen 1974-75 bød på 18 mål i 34 kampe og det første af tre tyske mesterskaber på stribe. Desuden kom den første af tre udtagelser i træk til Årets Hold i Bundesligaen. Simonsens storhedstid i Gladbach var samtidig klubbens storhedstid. Ved siden af de nationale titler vandt klubben for første gang UEFA Cuppen d. 21. maj 1975 ved at vinde 5-1 over FC Twente, hvor Allan R. Simonsen scorede 2 mål, og i 1977 spillede Gladbach sig frem til finalen i Europacuppen for mesterhold, hvor han scorede Gladbach eneste mål i nederlaget på 3-1 til Liverpool FC.
Efter 1977-sæson blev Simonsen som den hidtil eneste skandinaviske spiller kåret til Europas bedste fodboldspiller. Konkurrencen blev vundet foran Kevin Keegan, som spillede for vinderne fra Liverpool FC i finalen i Europacuppen for mesterhold i 1977 mod Borussia Mönchengladbach.
I sin sidste sæson i Gladbach i 1979 leverede Simonsen igen og blev blandt andet matchvinder i UEFA Cup-finalen mod Røde Stjerne Beograd.

### FC Barcelona
I juli 1979 blev Allan Simonsen hentet til den spanske storklub FC Barcelona for 13 mio. kroner samt en personlig sign on fee på 5 millioner kroner. Simonsen blev dermed den første dansker i FC Barcelonas historie.
Simonsen blev hurtigt en publikumsyndling i Catalonien, hvor han fik kælenavnet El pequeño gran danés (den lille store dansker). I 1981 vandt han den spanske pokalturnering med FC Barcelona og året efter vandt han Europa Cuppen for Pokalvindere med en 2-1-sejr over Standard Liège. Da han scorede i finalen, blev han den hidtil eneste spiller, der havde scoret i alle europæiske cup-finaler. I alt har han scoret 43 mål i 69 europæiske cup-kampe.
Simonsen kom til Catalonien umiddelbart efter Francos fald og demokratiets indførelse i Spanien i 1977. Spændingen mellem Catalonien og centralstyret i Madrid var på daværende tidspunkt meget stor, og det kom til udtryk i kampene mod Real Madrid. Tingene udviklede sig dramatisk, da Allan Simonsen måtte evakueres fra sit hjem efter kidnapningstrusler og blev sat af holdet til en kamp mod Real Madrid, fordi man mente, hans sikkerhed var i fare. Kidnapningstruslerne blev aldrig til virkelighed for Simonsen, men det blev de for holdkammeraten Quini, der i foråret 1982 lå bagbundet 25 dage i en kælder i Zaragoza, inden politiet stormede adressen. Før episoden lå Barcelona til at vinde det spanske mesterskab, men kidnapningen rystede holdet i en grad, så mesterskabet gled dem af hænde. Dermed oplevede Simonsen ikke at vinde et mesterskab med FC Barcelona.
I 1983 hentede FC Barcelona det argentinske stjernefrø Diego Maradona til klubben. Det efterlod Allan Simonsen i en situation, hvor han skulle kæmpe med Diego Maradona og Bernd Schuster om to pladser på holdet på grund af datidens udlændingeregler. Selvom han havde spillet en god sæson for Barcelona, ville man satse på Maradona, og Simonsen forlod klubben skuffet.
Allan nåede at spille tre sæsoner i FC Barcelona, hvor han scorede 55 mål. Han spillede sin afskedskamp mod Real Madrid den 30. maj 1982.

### Charlton Athletic
Efter bruddet med FC Barcelona strømmede det ind med tilbud til Allan Simonsen fra storklubber som Real Madrid og Tottenham Hotspur, men han valgte meget overraskende at skifte til den engelske 2. divisionsklub Charlton Athletic.
En engelsk rigmand ville gøre Allan Simonsen til den centrale figur på et nyt engelsk storhold og betalte 4 millioner kroner for ham (en af de højeste transfers i 1982). Det viste sig imidlertid, at rigmanden havde forregnet sig. Simonsen kom derfor til at spille på et middelmådigt hold frem for et stjernehold. Grundet hans høje løn, fik han lov til at skifte klub efter blot seks måneder.

### Hjemkomsten: Vejle Boldklub
Simonsen havde ikke mod på flere eventyr og valgte at trappe ned i barndomsklubben Vejle Boldklub. For dansk fodbold og Vejle Boldklub i særdeleshed var hjemkomsten et stort løft, for Allan var fortsat en stjernespiller, som i 1983 blev kåret til den tredjebedste spiller i Europa.
Simonsen spillede fortsat på det danske landshold og var stærkt medvirkende til at kvalificere Danmark til EM-slutrunden i 1984 i Frankrig. Her brækkede Allan Simonsen imidlertid benet i åbningskampen mod værterne, hvorefter han aldrig kom op på samme niveau igen. Han var dog fortsat en vigtig profil i Vejle Boldklub og var i 1984 med til at sikre klubben sit femte Danmarksmesterskab.

## Landsholdet
I lighed med præstationerne på klubholdene, var Simonsen en vigtig landsholdsspiller. Især huskes hans berømte straffesparksscoring mod England på Wembley i 1983, der satte dansk fodbold på kurs mod verdensscenen. Scoringen var således en vigtig årsag til, at Danmark kvalificerede sig til EM for første gang – EM i Frankrig 1984.
I 70'erne havde FIFA ikke implementeret en international kampkalender, og derfor måtte Simonsen ofte melde afbud til landsholdskampe. Han nåede dog at spille 56 kampe for landsholdet og score 21 mål, ligesom han repræsenterede Danmark ved tre internationale turneringer:
- OL i München i 1972
- EM i Frankrig i 1984
- VM i Mexico i 1986

Allan Simonsen spillede sin afskedskamp for det danske landshold i en venskabskamp mod Vesttyskland i Københavns Idrætspark den 24. september 1986.
Simonsen er optaget i den danske Hall of Fame.

## Titler
- Dansk mester med Vejle Boldklub: 1971, 1972, 1984
- Dansk pokalvinder med Vejle Boldklub: 1972
- Tysk mester med Borussia Mönchengladbach: 1975, 1976, 1977
- Tysk pokalvinder med Borussia Mönchengladbach: 1973
- UEFA Cup-vinder med Borussia Mönchengladbach: 1975, 1979
- Europa Cuppen for Pokalvindere med FC Barcelona: 1982
- Copa Del Rey med FC Barcelona: 1981, 1983

## Personlig hæder
- Årets Fodboldspiller i Europa
  - Vinder: 1977
  - Nummer tre: 1983
- Topscorer i Europacuppen for mesterhold 1977-78 (5 mål) [21]
- Topscorer i UEFA Cuppen 1978-79 (9 mål) [22]
- Bedste højre wing i Bundesligaens historie [23]
- Nåede semifinalen i Vild med Dans 2013